# Bahnhof Milngavie
Der Bahnhof Milngavie ist ein Kopfbahnhof in der schottischen Stadt Milngavie in East Dunbartonshire. 1971 wurde das Bahnhofsgebäude in die schottischen Denkmallisten in der Kategorie B aufgenommen.

## Verkehr
Der Bahnhof von Milngavie wurde im Jahre 1863 als Endbahnhof einer Strecke innerhalb des Glasgower Nahverkehrsnetzes eröffnet. Zu diesem Zeitpunkt war er noch mit drei Gleisen ausgestattet, von denen heute nur noch zwei vorhanden sind. Heute handelt es sich um den Endbahnhof zweier Seitenstrecken der Argyle Line beziehungsweise der North Clyde Line, welche Milngavie an das Zentrum Glasgows und die südlichen Stadtteile anbinden.

## Beschreibung
Das Bahnhofsgebäude befindet sich im Stadtzentrum Milngavies an der Fulton Road. Das einstöckige, längliche Gebäude wurde aus grob behauenen Quadersteinen errichtet, die frei liegen. Die Frontseite weist sieben Fensterachsen mit zwei Giebelflächen auf. Die Überdachung der Bahnsteige wird von zwölf verzierten, gusseisernen Pfeilern getragen. Die Überdachung entspricht jedoch nicht dem Originalzustand und wurde erst später hinzugefügt.